# ホーンビーム
ホーンビーム（Hornbeam、1953年 - 1977年）とは、イギリスのサラブレッドの競走馬である。競走馬時代は長距離レースで活躍し、グレートヴォルティジュールステークスで優勝し、セントレジャーステークスで2着に入った。種牡馬入り後も長距離レースで真価を発揮し、セントレジャーステークス優勝馬インターメゾなどを輩出した。日本ではグリーングラスの父父やトニービンの母父として知られている。

## 競走成績
1956年
- 1着 - グレートヴォルティジュールステークス
- 2着 - セントレジャーステークス、キングエドワード7世ステークス

1957年
- 1着 - ウインストンチャーチルステークス
- 2着 - ヨークシャーカップ、ドンカスターカップ
- 3着 - イボアハンデキャップ

1958年
- 2着 - アスコットゴールドカップ、ヨークシャーカップ

## 種牡馬成績
セントレジャーステークス優勝馬のインターメゾなどを輩出した後、北欧に輸出されて好成績を残した。また、母の父としても優秀でトロイなど3頭のダービー馬を輩出した。

### 主な産駒
- インターメゾ (GB,1966,黒鹿毛) - 1969 セントレジャーステークス
- Lexicon (GB,1964,栗毛) - 1969 豪州 アスコットステークス
- Iskereen (GB,1964,鹿毛) - 1967 プリティーポリーステークス
- Windmill Girl (GB,1961,鹿毛) - 1964 リブルスデイルステークス
- Ostrya (GB,1960,鹿毛) - 1963 リブルスデイルステークス
- Hornet (GB,1967,栗毛) - 1972 ヘンリー2世ステークス
- Dieudonne (GB,1966,鹿毛) - 1968 エイコムステークス
- Tree Leopard (1960) - 1964 グッドウッドステークス
- ハツピースター (DEN,1968,栗毛) - 1971 スウェーデンオークス

### 母の父として
- Troy (GB,1976,鹿毛,Petingo) - 1979 ダービー
- Morston (FR,1970,栗毛,Ragusa) - 1973 ダービー　※母Windmill Girl
- Blakeney (GB,1966,鹿毛,Hethersett) - 1969ダービー　※母　Windmill Girl
- トニービン (IRE,1983,鹿毛,カンパラ) - 1988 凱旋門賞
- Swiss Maid (GB,1975,鹿毛,Welsh Pageant) - 1978 チャンピオンステークス
- Transworld (USA,1974,栗毛,Prince John) - 1977 愛セントレジャー
- Protagonist (USA,1971,栗毛,Prince John) - 1973 米シャンペンステークス
- Anguillo (GB,1980,鹿毛,Reform) - 1982 伊グランクリテリウム
- Admetus (FR,1970,栗毛,Reform) - 1974 ワシントンDC国際
- Tibalda (ITY,1977,栗毛,ヴアイスリーガル) - 1980 伊1000ギニー
- Cos Display (FR,1977,鹿毛,ダーリングデイスプレイ) - 1979 伊 ドルメーロ賞
- Sportscast (AUS,1976,栗毛,サンプリンス) - 1980 豪州 ライトニングステークス
- Catalpa (GB,1973,鹿毛,Reform) - 1976 リブルスデイルステークス

## 血統表
| ホーンビームの血統             | ホーンビームの血統                     | ホーンビームの血統                     | （血統表の出典）                       | （血統表の出典） |
| 父系                           | ハイペリオン系                         | ハイペリオン系                         | ハイペリオン系                         | [ § 2 ]          |
| 父 Hyperion 1930 栗毛 イギリス | 父の父Gainsborough 1915 鹿毛 イギリス  | Bayardo                                | Bay Ronald                             | Bay Ronald       |
| 父 Hyperion 1930 栗毛 イギリス | 父の父Gainsborough 1915 鹿毛 イギリス  | Bayardo                                | Galicia                                |                  |
| 父 Hyperion 1930 栗毛 イギリス | 父の父Gainsborough 1915 鹿毛 イギリス  | Rosedrop                               | St. Frusquin                           | St. Frusquin     |
| 父 Hyperion 1930 栗毛 イギリス | 父の父Gainsborough 1915 鹿毛 イギリス  | Rosedrop                               | Rosaline                               |                  |
| 父 Hyperion 1930 栗毛 イギリス | 父の母Selene 1919 鹿毛 イギリス        | Chaucer                                | St. Simon                              | St. Simon        |
| 父 Hyperion 1930 栗毛 イギリス | 父の母Selene 1919 鹿毛 イギリス        | Chaucer                                | Canterbury Pilgrim                     |                  |
| 父 Hyperion 1930 栗毛 イギリス | 父の母Selene 1919 鹿毛 イギリス        | Serenissima                            | Minoru                                 | Minoru           |
| 父 Hyperion 1930 栗毛 イギリス | 父の母Selene 1919 鹿毛 イギリス        | Serenissima                            | Gondolette                             |                  |
| 母 Thicket 1947 鹿毛 イギリス  | 母の父Nasrullah 1940 鹿毛 イギリス     | Nearco                                 | Pharos                                 | Pharos           |
| 母 Thicket 1947 鹿毛 イギリス  | 母の父Nasrullah 1940 鹿毛 イギリス     | Nearco                                 | Nogara                                 |                  |
| 母 Thicket 1947 鹿毛 イギリス  | 母の父Nasrullah 1940 鹿毛 イギリス     | Mumtaz Begum                           | Blenheim                               | Blenheim         |
| 母 Thicket 1947 鹿毛 イギリス  | 母の父Nasrullah 1940 鹿毛 イギリス     | Mumtaz Begum                           | Mumtaz Mahal                           |                  |
| 母 Thicket 1947 鹿毛 イギリス  | 母の母Thorn Wood 1942 鹿毛 イギリス    | Bois Roussel                           | Vatout                                 | Vatout           |
| 母 Thicket 1947 鹿毛 イギリス  | 母の母Thorn Wood 1942 鹿毛 イギリス    | Bois Roussel                           | Plucky Liege                           |                  |
| 母 Thicket 1947 鹿毛 イギリス  | 母の母Thorn Wood 1942 鹿毛 イギリス    | Point Duty                             | Grand Parade                           | Grand Parade     |
| 母 Thicket 1947 鹿毛 イギリス  | 母の母Thorn Wood 1942 鹿毛 イギリス    | Point Duty                             | Pinprick                               |                  |
| 母系(F-No.)                    | (FN:1-P)                               | (FN:1-P)                               | (FN:1-P)                               | [ § 3 ]          |
| 5代内の近親交配                | St. Simon 4×5=9.38%、Galopin 5×5=6.25% | St. Simon 4×5=9.38%、Galopin 5×5=6.25% | St. Simon 4×5=9.38%、Galopin 5×5=6.25% | [ § 4 ]          |
| 出典                           | 1. 2. 3. 4.                            | 1. 2. 3. 4.                            | 1. 2. 3. 4.                            | 1. 2. 3. 4.      |